# Max Scholz (Ökonom)
Max Scholz (* 30. September 1906 in Breslau; † 19. Juni 1977) war ein deutscher Wirtschaftsfunktionär. Er war Leiter des Statistischen Zentralamtes bei der Staatlichen Plankommission der DDR.

## Leben
Scholz, Sohn einer Arbeiterfamilie, besuchte die Volksschule und erlernte von 1920 bis 1924 bei einem Schmied den Beruf des Werkzeugschlossers. Anschließend ging er eineinhalb Jahre auf Wanderschaft durch Deutschland, Österreich und die Schweiz und arbeitete in diesem Beruf und als Schmied. 1921 trat Scholz dem Deutschen Metallarbeiter-Verband sowie dem Kommunistischen Jugendverband Deutschlands bei. 1927 wurde er Mitglied der Kommunistischen Partei Deutschlands (KPD). Von 1928 bis 1933 war er für die KPD Politischer Leiter eines Stadtteils in Breslau und ab 1930 Funktionär in der Marxistischen Arbeiterschule (MASCH). Ab 1923 war er Mitglied im Deutschen Freidenkerverband, 1926 wurde er Mitglied der Roten Hilfe. Scholz gehörte auch der Landesleitung der Roten Sportbewegung in Schlesien an. Er arbeitete als technischer Zeichner in einer Privatfirma, aus der nach der „Machtergreifung“ der Nationalsozialisten 1933 „wegen Staatsfeindlichkeit“ entlassen wurde. 
Scholz beteiligte sich am Widerstand gegen das NS-Regime. Anfang 1934 wurde er wegen „Vorbereitung zum Hochverrat“ verhaftet. Bis zu seiner Verhaftung und nach der Haftentlassung war er arbeitslos. Erst 1935 fand er eine Anstellung in einer Privatfirma als Arbeiter. 1938 wurde er bei den Junkers-Werken eingestellt und war dort in der Kalkulation und Arbeitsvorbereitung tätig. 1940 schloss Scholz ein dreijähriges Studium an der Staatlichen Ingenieurschule für Maschinenbau und Elektrotechnik in Breslau ab. Zum Kriegsende wurde er noch kurzfristig zum Volkssturm einberufen.
Nach Kriegsende 1945 siedelte Scholz nach Weimar um. Er trat 1946 der Sozialistischen Einheitspartei Deutschlands bei und besuchte einen Lehrgang an der Deutschen Verwaltungsakademie. Er war Hilfssachbearbeiter für Preisprüfung beim Landesamt für Wirtschaft von Thüringen, Leiter der Kontingentstelle und später Hauptabteilungsleiter Materialversorgung des Ministeriums für Wirtschaft von Thüringen. Ab 1. Januar 1950 war er Leiter des Statistischen Landesamtes Thüringen. Vom 1. März 1951 bis Mai 1955 fungierte Scholz als Leiter des Statistischen Zentralamtes bei der Staatlichen Plankommission. Er studierte Wirtschaftswissenschaften und schloss 1955 das Studium als Diplom-Ökonom ab. Später war er Abteilungsleiter im Rat des Stadtbezirkes Berlin-Pankow bzw. Leiter der Industrieverwaltung Maschinenbau beim Magistrat von Berlin. 
Ab 1958 war Scholz Werkleiter im VEB Rohre und Behälter in Berlin-Lichtenberg und dann von 1959 bis 1971 Bereichsleiter im VEB Niles Berlin. Scholz kam im Alter von 70 Jahren auf tragische Art ums Leben.